# Karl Friedrich Hermann von Beeren
Karl Friedrich Hermann von Beeren (* 25. September 1749 in Kleinbeeren; † 8. April 1817 in Kyritz) war ein preußischer Generalmajor.

## Leben

### Herkunft
Er war Angehöriger der märkischen Adelsfamilie von Beeren. Seine Eltern waren Karl Ludwig Ernst von Beeren (* 1. Januar 1717; † 31. Januar 1769 in Lichterfelde) und dessen Ehefrau Ottonia Rudolfine, geborene von Otterstedt. Sein Vater war Erbherr auf Groß- und Kleinbeeren sowie Birkholz.

### Militärkarriere
Beeren wurde 1764 als Estandartenjunker im Regiment Gens d’armes der Preußischen Armee aufgenommen. Hier wurde er am 12. Mai 1765 Kornett und am 10. Oktober 1771 Leutnant. Als solcher nahm Beeren mit seinem Regiment 1778/79 am Bayerischen Erbfolgekrieg teil. Im weiteren Verlauf seiner Militärkarriere wurde er am 1. Juni 1786 in den Johanniterorden aufgenommen und am 22. Januar 1787 zum Rittmeister befördert sowie zum Eskadronchef ernannt. Als Major war Beeren 1794/95 beim Feldzug in Polen. Am 9. Mai 1797 wurde er dann zum Dragonerregiment „von Ansbach-Bayereuth“ Nr. 5 versetzt und im Jahr darauf zum Oberstleutnant befördert. Als Oberst wurde Beeren am 16. Oktober 1800 Kommandeur des Kürassierregiments „von Malschitzky“ Nr. 2. Anlässlich einer Revue zeichnete ihn König Friedrich Wilhelm III. für seine langjährigen Verdienste am 22. Mai 1801 mit dem Orden Pour le Mérite aus. Nach dem Abschied des bisherigen Inhabers wurde Beeren am 17. Oktober 1805 schließlich Chef des Kürassierregiments „von Schleinitz“ Nr. 2. Am 20. Mai 1806 wurde er mit Patent vom 29. Mai 1805 zum Generalmajor befördert. Beeren führte sein Regiment 1806 während des Vierten Koalitionskrieges gegen die Franzosen in der Schlacht bei Jena und Auerstedt. Nach dem Frieden von Tilsit wurde er 1807 auf Halbsold gesetzt. Eine weitere Verwendung in den Befreiungskriegen erfolgte nicht mehr. Beeren wurde am 2. September 1813 mit einer jährlichen Pension von 800 Talern der Abschied gewährt.
Er verstarb unverheiratet am 8. April 1817.